# رئيس الاتحاد السويسري
رئيس الاتحاد السويسري هو العضو الذي يترأس المجلس الاتحادي السويسري من سبعة أعضاء والتنفيذية في سويسرا. تنتخبهم الجمعية الاتحادية لسنة واحدة، ورئيس الاتحاد يترأس اجتماعات المجلس الاتحادي ويتولى مهام التمثيلية الخاصة. أول النظراء، والرئيس ليس لديه صلاحيات وفوق كل ستة أعضاء المجلس الأخرى ويستمر لرئاسة إداراتهم. تقليديا تدور واجب بين أعضاء بترتيب الأقدمية، ونائب الرئيس العام السابق يصبح الرئيس.

## الانتخاب
تنتخب الجمعية الاتحادية رئيس الاتحاد من بين أحد أعضاء المجلس الاتحادي لولاية رئاسية مدتها سنة واحدة. عُد الانتخاب لمنصب الرئاسة الاتحادية خلال القرن التاسع عشر بمثابة جائزة بالنسبة لأعضاء المجلس الاتحادي ولا سيما الذين اعتبروا من أولي الاحترام. ولكن لم ينتخب للمنصب حينها إلا قلة من أعضاء الحكومة المؤثرين ومن الأمثلة على ذلك فيلهلم ماتياس نيف الذي كان رئيسا اتحاديا لمرة واحدة عام 1853، ولكنه شغل عضوية في المجلس الاتحادي لمدة 27 عاما.

## وصلات خارجية
- الموقع الرسمي
 (بالإنجليزية)
- ليونهارت نايدهارت: رئيس الاتحاد بالألمانية وبالفرنسية وبالإيطالية من قاموس سويسرا التاريخي على الإنترنت، 2010-08-02.